# 上峰町
上峰町（かみみねちょう）は、佐賀県東部の三養基郡にある町。

## 地理

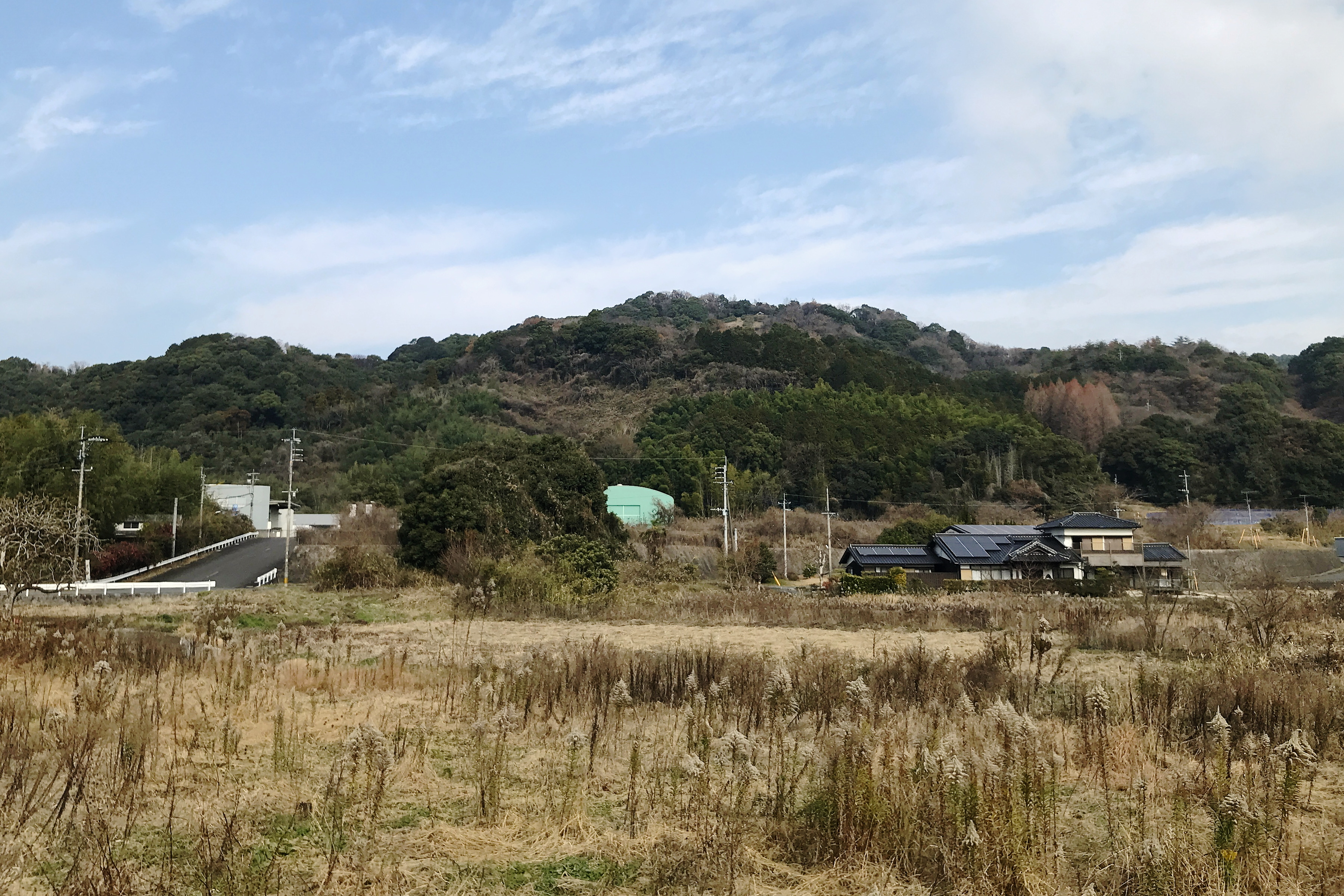
鎮西山

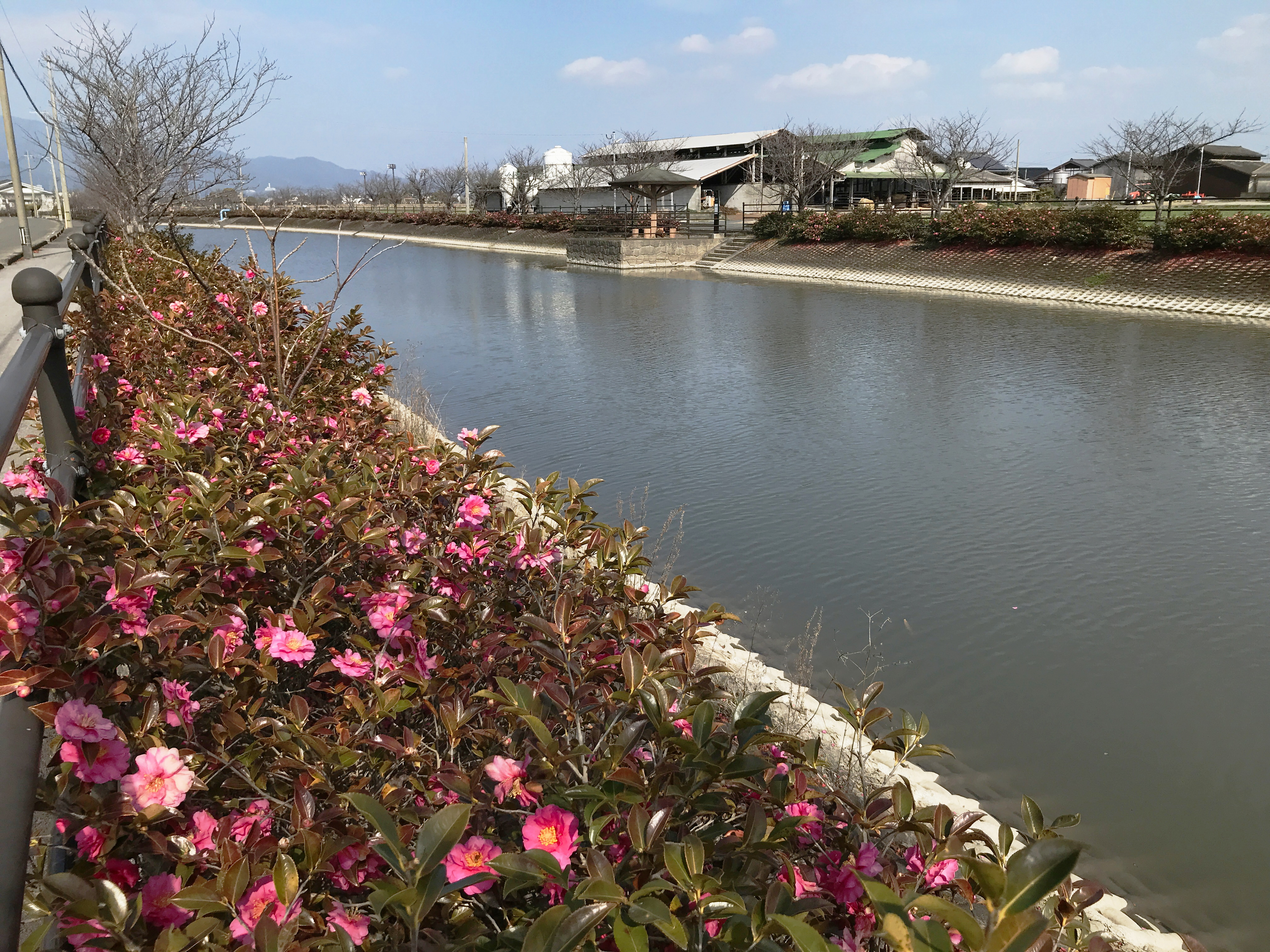
クリーク沿いの遊歩道と町の木・ツバキの植栽

佐賀県の県庁所在地である佐賀市と福岡県久留米市の中間に位置する。佐賀市中心部からは東に約15km、久留米市中心部からは西に約15kmの距離である。町域はほとんどが佐賀平野の一部に含まれており、平地が多い。町の北部には平安時代末期の武将・源為朝が鎮西八郎と称して九州を平定する際、城を築いた「鎮西山」がある。また、この山には山城跡や鎮西城を攻めた敵の騎場5万騎余りが、為朝の軍勢に討たれ、池の水が血の色に染まったという伝説の「五万ヶ池」や「奥の院」としてしられている鳥越山不動院の滝や「西古城」と呼ばれるアスレチック広場がある。市外局番は全域が0952である。佐賀MA（20,52 - 55)。

### 地形
- 山岳
  - 鎮西山（標高200m）
- 河川
  - 切通川
  - 井柳川

### 隣接している市町村
- 三養基郡みやき町
- 神埼郡吉野ヶ里町

### 大字
大字および行政区を列挙する。
- 江迎
  - 碇
  - 江越
  - 江迎
  - 九丁分
  - 中村
  - 八枚
- 前牟田
  - 井柳
  - 上米多
  - 寺家
  - 下米多
  - 東前牟田
  - 西前牟田
- 坊所
  - 井手口
  - 上坊所
  - 郡境
  - 下津毛
  - 下坊所
  - 三上
- 堤
  - 切通
  - 堤
  - 鳥越
  - 船石
  - 屋形原

1957年から1959年までは、現在の坊所新村付近に大字新村があった。

### 人口
| |                                        |  |
| 上峰町と全国の年齢別人口分布（2005年） | 上峰町の年齢・男女別人口分布（2005年） |  |
| ■紫色 ― 上峰町 ■緑色 ― 日本全国 | ■青色 ― 男性 ■赤色 ― 女性              |  |
| 上峰町（に相当する地域）の人口の推移 \| 1970年（昭和45年） \| 5,143人 \| \| \| 1975年（昭和50年） \| 5,910人 \| \| \| 1980年（昭和55年） \| 6,682人 \| \| \| 1985年（昭和60年） \| 6,907人 \| \| \| 1990年（平成2年） \| 7,534人 \| \| \| 1995年（平成7年） \| 8,210人 \| \| \| 2000年（平成12年） \| 8,672人 \| \| \| 2005年（平成17年） \| 9,090人 \| \| \| 2010年（平成22年） \| 9,224人 \| \| \| 2015年（平成27年） \| 9,283人 \| \| \| 2020年（令和2年） \| 9,286人 \| \| |                                        |  |
| 総務省統計局 国勢調査より |                                        |  |
| 1970年（昭和45年） | 5,143人                                |  |
| 1975年（昭和50年） | 5,910人                                |  |
| 1980年（昭和55年） | 6,682人                                |  |
| 1985年（昭和60年） | 6,907人                                |  |
| 1990年（平成2年） | 7,534人                                |  |
| 1995年（平成7年） | 8,210人                                |  |
| 2000年（平成12年） | 8,672人                                |  |
| 2005年（平成17年） | 9,090人                                |  |
| 2010年（平成22年） | 9,224人                                |  |
| 2015年（平成27年） | 9,283人                                |  |
| 2020年（令和2年） | 9,286人                                |  |

## 歴史
- 1889年（明治22年）4月1日 - 町村制の施行により、江迎村、前牟田村、坊所村及び堤村の区域をもって、三根郡上峰村が発足する。
- 1896年（明治29年）4月1日 - 郡制施行前の郡統合により、三根郡、養父郡及び基肄郡の区域をもって、三養基郡が発足することにより、三養基郡の所属となる[1]。
- 1920年（大正9年）頃 - 郷土唱歌（作詞・作曲：古川太七）が作成される。
- 1989年（平成元年）11月1日 - 上峰村が町制施行して、上峰町となる。
- 2009年（平成21年）3月22日 - 29歳の武広勇平が町長に初当選。初当選の時点では全国最年少の首長だった。
- 2018年（平成30年）11月1日 - 町制30周年記念式典。イメージソング「このまちで」（作詞・作曲：小島よしき）を選定。

## 行政

### 町長・上峰町議会
- 町長：武広勇平（2009年3月23日から、4期目）
- 議会定数：10名

### 歴代上峰村長・上峰町長
| 代                   | 氏名       | よみがな                | 就任年月日    | 退任年月日     |
| -------------------- | ---------- | ----------------------- | ------------- | -------------- |
| 初代（16代まで官選） | 本村信春   | もとむら のぶはる       | 1889年7月27日 | 1893年7月26日  |
| 2代                  | 境雄蔵     | さかい ゆうぞう         | 1893年7月27日 | 1897年7月26日  |
| 3代                  | 渡辺重三郎 | わたなべ じゅうざぶろう | 1897年7月27日 | 1901年12月28日 |
| 4代                  | 松田喜三郎 | まつだ きさぶろう       | 1901年4月4日  | 1906年4月3日   |
| 5代                  | 野中弥作   | のなか やさく           | 1906年4月5日  | 1910年4月4日   |
| 6代                  | 江口六郎   | えぐち ろくろう         | 1910年4月25日 | 1912年9月22日  |
| 7代                  | 重松正義   | しげまつ まさよし       | 1913年1月3日  | 1917年1月      |
| 8代                  | 重松正義   | しげまつ まさよし       | 1917年1月     | 1921年1月      |
| 9代                  | 重松正義   | しげまつ まさよし       | 1921年1月     | 1925年1月11日  |
| 10代                 | 福島又一   | ふくしま またいち       | 1925年3月28日 | 1929年3月27日  |
| 11代                 | 秀島与作   | ひでしま よさく         | 1929年4月10日 | 1933年4月      |
| 12代                 | 秀島与作   | ひでしま よさく         | 1933年4月     | 1934年1月19日  |
| 13代                 | 堤栄作     | つつみ えいさく         | 1934年3月5日  | 1937年4月6日   |
| 14代                 | 藤野佐市   | ふじの さいち           | 1937年4月22日 | 1941年4月22日  |
| 15代                 | 鶴田乙松   | つるた おとまつ         | 1941年4月27日 | 1945年4月26日  |
| 16代                 | 古賀重勝   | こが しげかつ           | 1945年5月31日 | 1947年1月31日  |
| 17代（以降公選）     | 大石義夫   | おおいし よしお         | 1947年4月7日  | 1951年4月3日   |
| 18代                 | 大園謙一   | おおぞの けんいち       | 1951年4月24日 | 1955年4月      |
| 19代                 | 大園謙一   | おおぞの けんいち       | 1955年4月     | 1959年4月30日  |
| 20代                 | 江頭三次   | えがしら みつじ         | 1959年5月1日  | 1963年4月30日  |
| 21代                 | 原十四夫   | はら としお             | 1963年5月1日  | 1967年4月30日  |
| 22代                 | 今泉清     | いまいずみ きよし       | 1967年5月1日  | 1970年12月29日 |
| 23代                 | 原十四夫   | はら としお             | 1971年2月14日 | 1975年2月13日  |
| 24代                 | 秋山守     | あきやま まもる         | 1975年2月14日 | 1979年2月5日   |
| 25代                 | 江口誠     | えぐち まこと           | 1979年2月6日  | 1983年2月5日   |
| 26代                 | 秋山守     | あきやま まもる         | 1983年2月6日  | 1987年2月5日   |
| 27代                 | 秋山守     | あきやま まもる         | 1987年2月6日  | 1991年2月6日   |
| 28代                 | 秋山守     | あきやま まもる         | 1991年2月6日  | 1995年2月5日   |
| 29代                 | 高島希典   | たかしま まれすけ       | 1995年2月6日  | 1999年2月5日   |
| 30代                 | 大川紀男   | おおかわ のりお         | 1999年2月6日  | 2003年2月5日   |
| 31代                 | 大川紀男   | おおかわ のりお         | 2003年2月6日  | 2007年2月5日   |
| 32代                 | 大川紀男   | おおかわ のりお         | 2007年2月6日  | 2009年2月7日   |
| 33代                 | 武広勇平   | たけひろ ゆうへい       | 2009年3月23日 | 2013年3月22日  |
| 34代                 | 武広勇平   | たけひろ ゆうへい       | 2013年3月23日 | 2017年3月21日  |
| 35代                 | 武広勇平   | たけひろ ゆうへい       | 2017年3月22日 | 2021年3月21日  |
| 36代                 | 武広勇平   | たけひろ ゆうへい       | 2021年3月22日 | （現職）       |

### 友好都市
- 驪州市（大韓民国京畿道）- 2004年11月11日驪州郡として友好都市提携

### ふるさと納税制度
2017年度のふるさと納税制度による納税額は約66億7200万円であり、泉佐野市（大阪府）、都農町（宮崎県）、都城市（宮崎県）、みやき町（佐賀県）に次いで全国第5位にランクインした。2020年のふるさと納税の返礼品 人気ランキングでは上峰町の「佐賀産和牛切り落とし1,000g」が全国第2位にランクインした。寄付金額1万円で和牛の返礼を受けることができ、還元率は65.0%にも上る。返礼品には地酒の鎮西八郎やブランド米のさがびよりなどもある。

## 議会
県議会
三養基郡選挙区から選出される佐賀県議会議員の定数は2議席である。
国会
- 衆議院 - 佐賀県第1区。比例区では九州ブロックに属する。
- 参議院 - 佐賀県選挙区（全県区、定数2議席）に属する。

## 産業

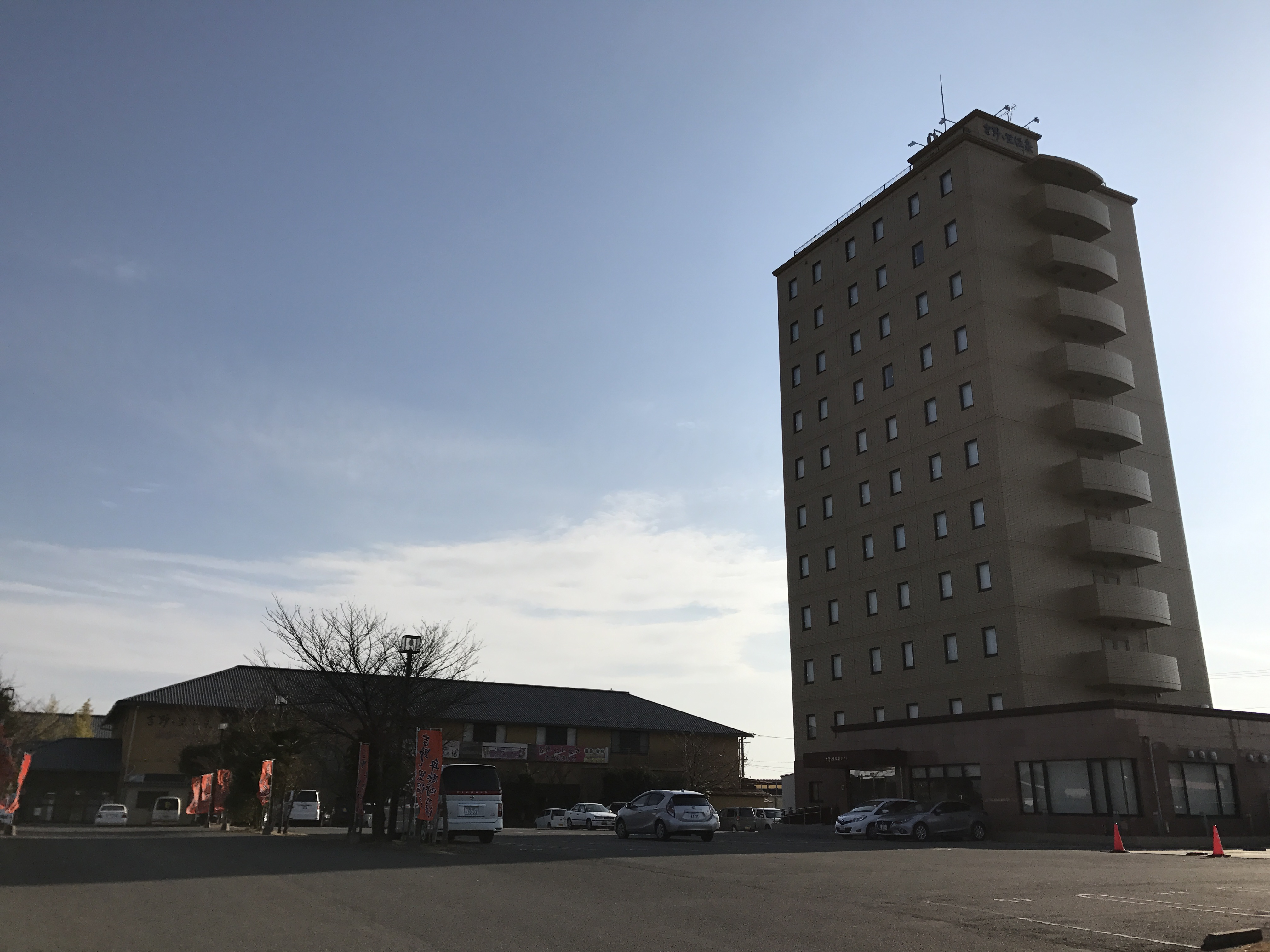
吉野ヶ里温泉 卑弥呼乃湯

就業人口
- 第一次産業　6.1％
- 第二次産業　31.3％
- 第三次産業　62.6％

### 上峰町に本社を置く企業
- フランスベッドファニチャー

### 上峰町に工場・事業所を置く企業
- ブリヂストン佐賀工場
- 大塚倉庫九州支店大塚倉庫
- ニシハラ理工佐賀工場
- 東洋空機製作所福岡工場
- 大電上峰事業所
- 藤樹運搬機工業佐賀工場
- しんよう九州工場
- JAさが段ボール工場
- 大和製缶九州工場
- ニチノーサービス佐賀事業所
- ヤマシンフィルタ佐賀事業所
- 王子コンテナー九州北工場

## 施設
警察
- 鳥栖警察署
  - 駐在所
    - 坊所警察官駐在所

消防
- 鳥栖・三養基地区消防事務組合
  - 西消防署

金融機関
- JAさが（JAバンク）1支所 - 上峰支所[6]

郵便
- 上峰郵便局

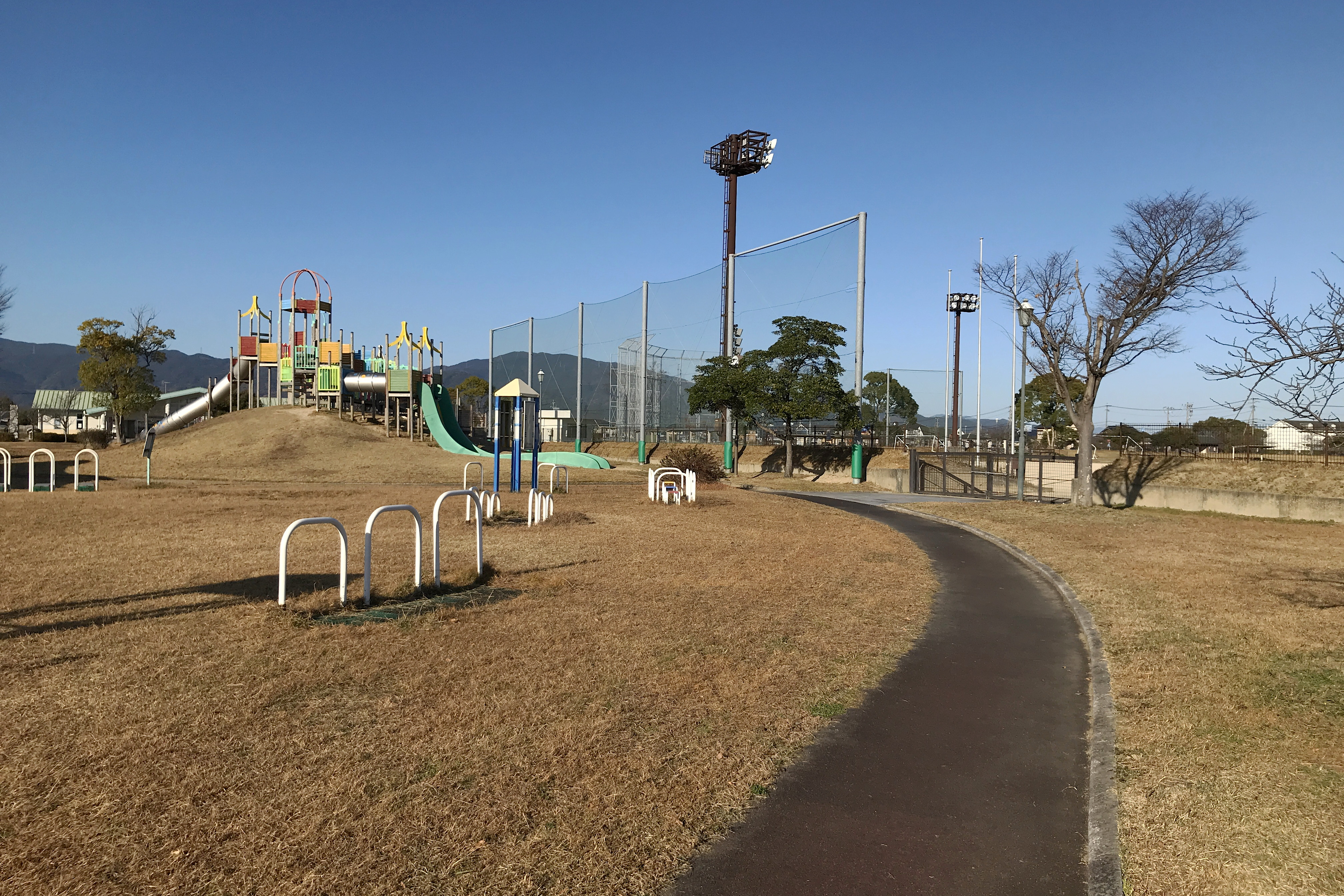
中央公園

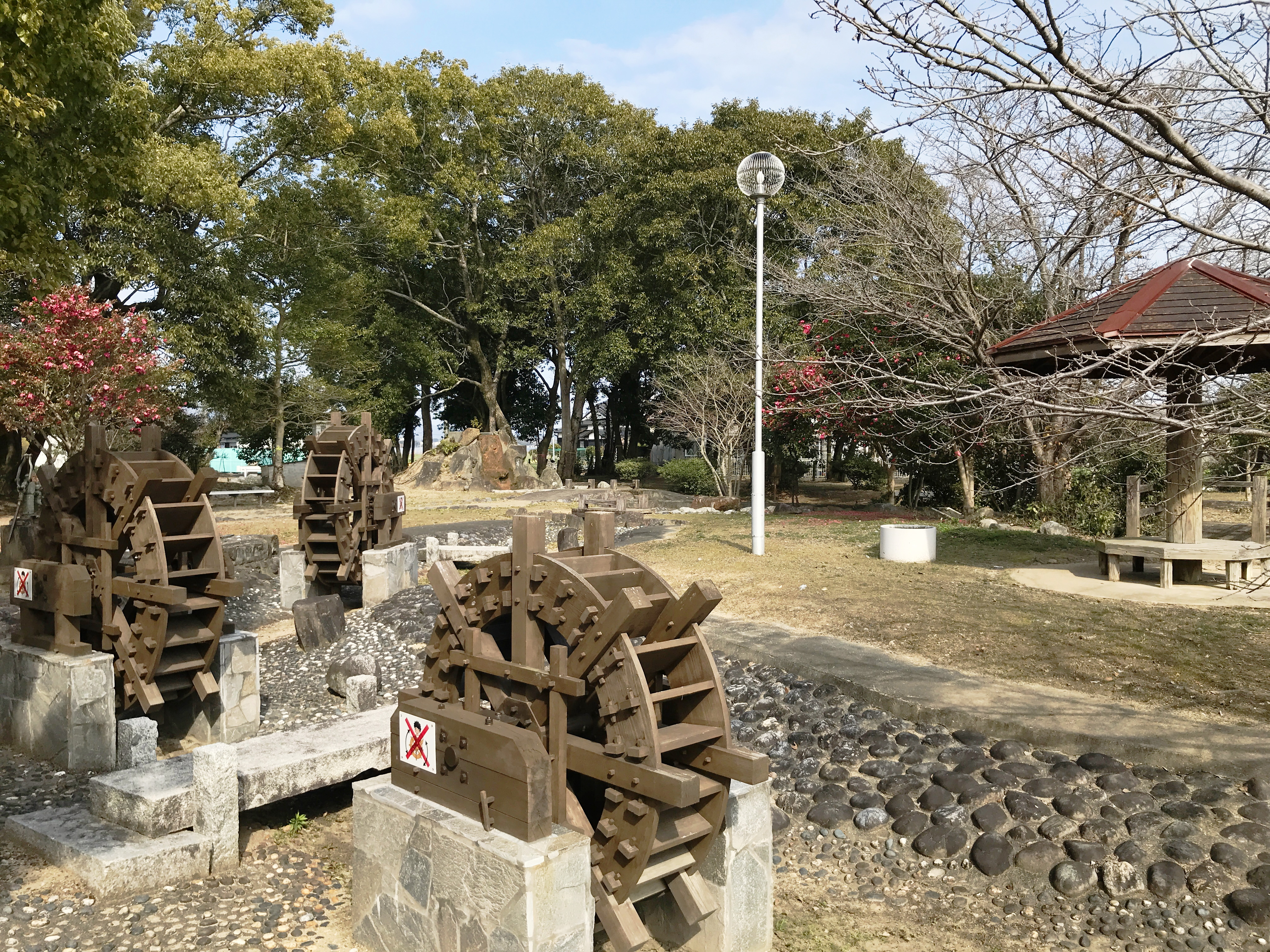
三連水車ウォーターランド江迎公園

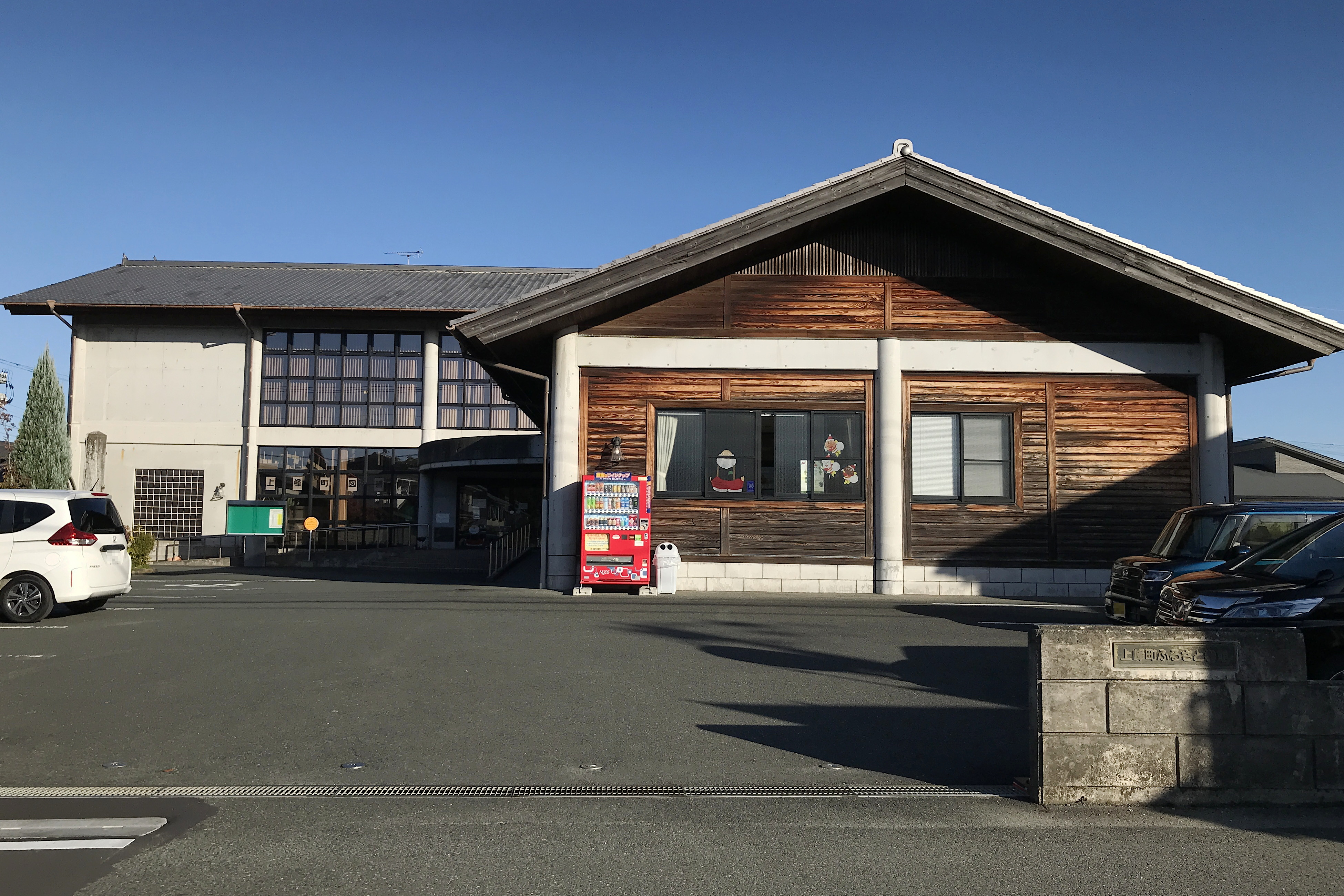
ふるさと学館

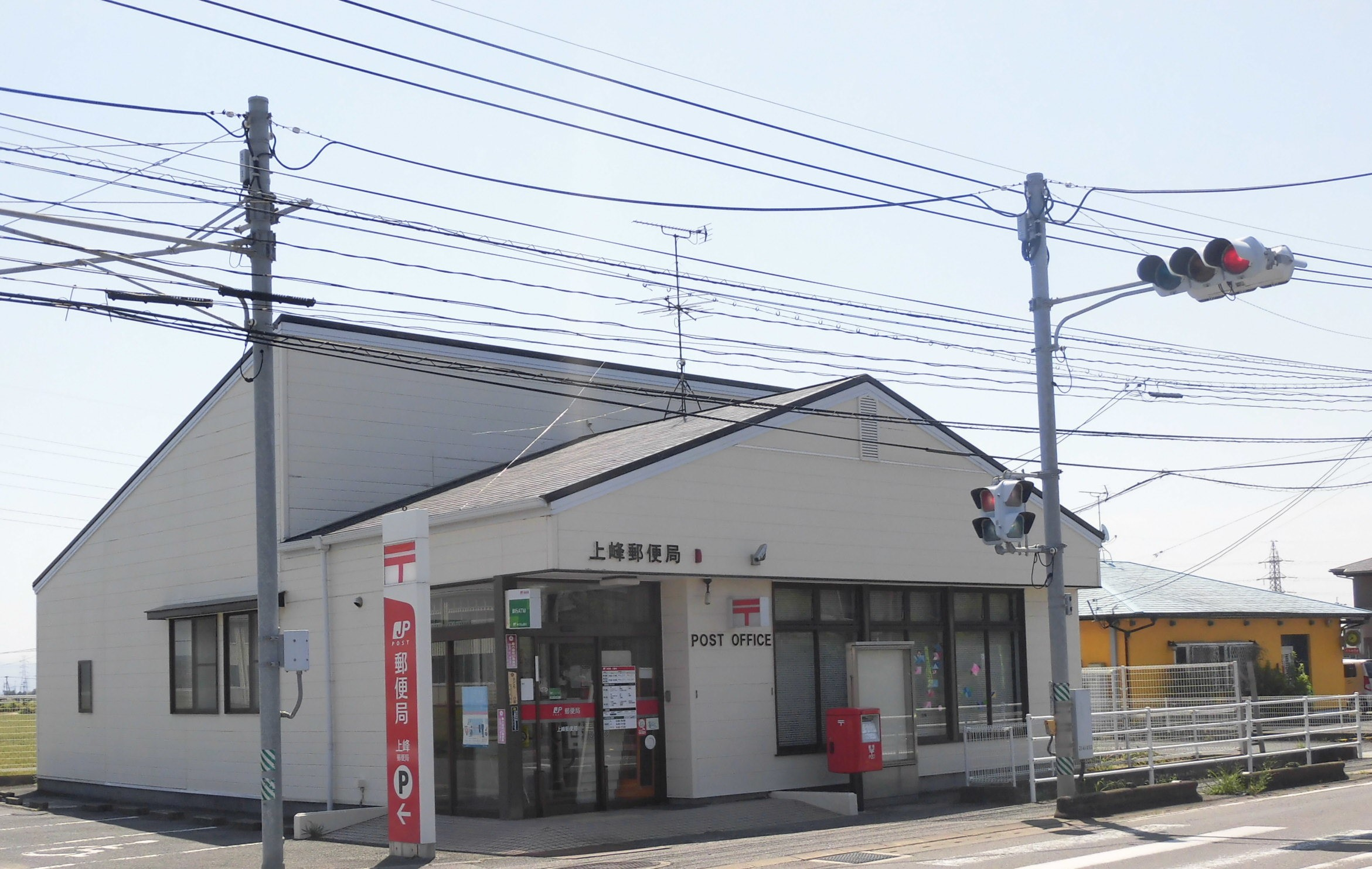
上峰郵便局

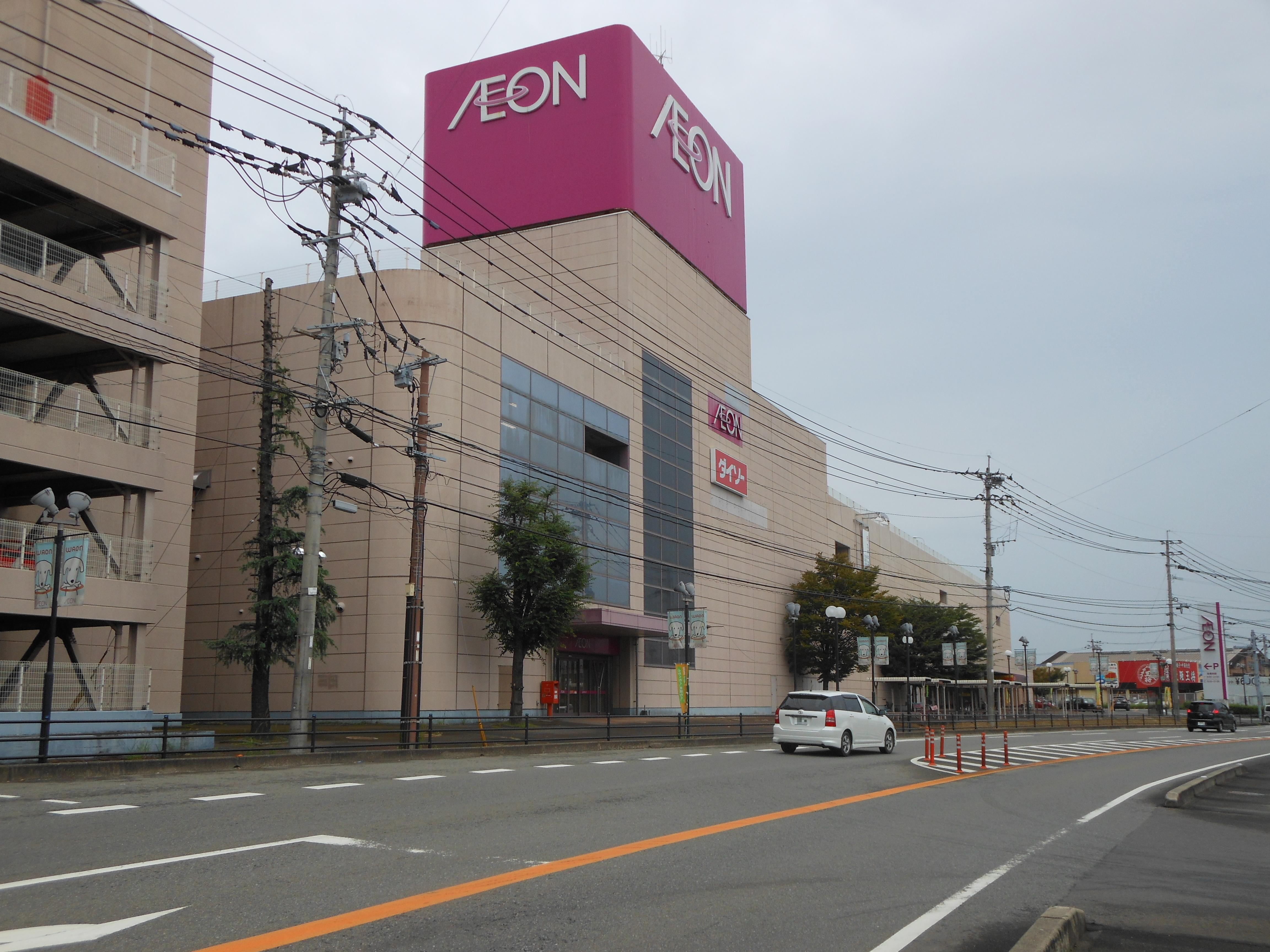
イオン上峰店（2019年閉店）

  - 集配業務は郵便区「849-01」の管轄である肥前中原郵便局（みやき町）の担当となる。

| 地域   | 郵便番号 |
| ------ | -------- |
| 江迎   | 849-0121 |
| 堤     | 849-0124 |
| 坊所   | 849-0123 |
| 前牟田 | 849-0122 |

文化施設
- 上峰町民センター
- 農村婦人の家
- ふるさと学館（図書館、郷土資料館、子ども支援センター）

スポーツ施設
- 上峰町中央公園（多目的広場）
  - 上峰町社会体育施設
- テニスコート
- 武道館
- 上峰町民プール
- すぱーく上峰（屋内ゲートボール場）
- 上峰町体育センター

商業施設
- 県道22号線沿いにトライアル、ヤマダデンキ、ドラッグストアモリ、あんくるふじや、しまむらなどの商業施設が立地する。
- イオン上峰店 - 県道22号線沿いには1995年に「上峰サティ」が開業したが、町内外の周辺商業施設との競合が激化し「イオン上峰店」と改称されたのち2019年に閉店した。跡地は町へ無償譲渡され、町の複合施設を建設する再開発計画がある。詳細は「イオン上峰店#閉店後」を参照。
  - ワーナー・マイカル・シネマズ上峰 - 1996年（平成8年）9月28日、上峰サティに佐賀県初のシネコンとして開館[7]。2010年（平成22年）に閉館した[8]。

## 教育

### 中学校
- 上峰町立上峰中学校[9]

### 小学校
- 上峰町立上峰小学校[10]

### 幼稚園
- 私立 
  - 上峰幼稚園

### 保育所
- 私立 
  - ひかり保育園
  - ひよこ保育園かみみね
  - 愛の子保育園

## 交通
- 最寄り空港は、佐賀空港、または、福岡空港。

### 鉄道
- 長崎本線が通っているが、町内に駅はない。
  - 最寄りの鉄道駅は吉野ヶ里公園駅、中原駅。このほか西鉄久留米駅、JR久留米駅、神埼駅、佐賀駅へは町内から路線バスで行くことが可能である。

### バス路線
西鉄バス（西鉄バス久留米・西鉄バス佐賀）
県道22号（下津毛・上峰住宅・都紀女加王墓前）を通り久留米市（JR久留米駅・西鉄久留米駅）と佐賀市中心部を結ぶ路線と、国道34号（堤・切通し・佐賀成田山前）を通り鳥栖市と神埼市を結ぶ路線の2路線を運行している。
[40] 久留米市 - みやき町（旧北茂安町域）- 上峰町 - 吉野ヶ里町 - 神埼市 - 佐賀市
[43] 鳥栖市 - みやき町（旧中原町域）- 上峰町 - 吉野ヶ里町 - 神埼市
上峰町通学福祉バス「のらんかい」
上峰タクシーが運行する。「通学福祉バス」を名乗るが、誰でも利用可能である（大人100円均一）。日祝日を除き町内各地で運行されている。

### 道路

#### 高速道路
- E34 長崎自動車道 - 町内を通っているが、インターチェンジなどはない（最寄りICは2 東脊振IC）

#### 一般国道
- 国道34号

#### 主要地方道
- 佐賀県道22号北茂安三田川線
- 佐賀県道31号佐賀川久保鳥栖線
- 佐賀県道46号中原三瀬線

#### 一般県道
- 佐賀県道・福岡県道133号坊所城島線
- 佐賀県道335号神埼北茂安線

#### 道の駅
- かみみね

## 特産品
- よもぎ大福
- アスパラガス
- たまねぎ
- みかん
- 大豆

## 名所・史跡・観光スポット・祭事・催事

### 名所・史跡・観光スポット
出典
- 堤土塁跡歴史公園

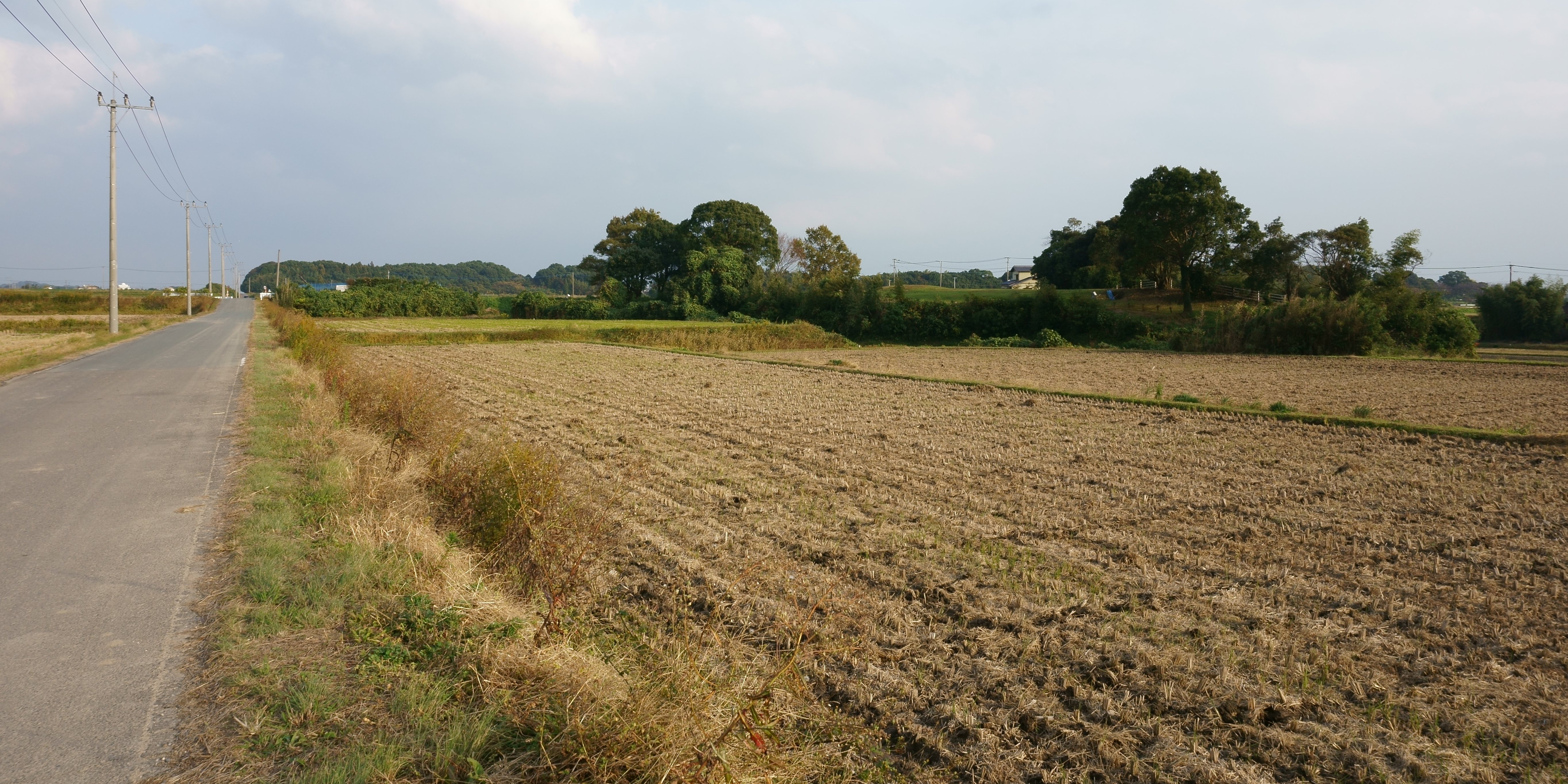
堤土塁跡

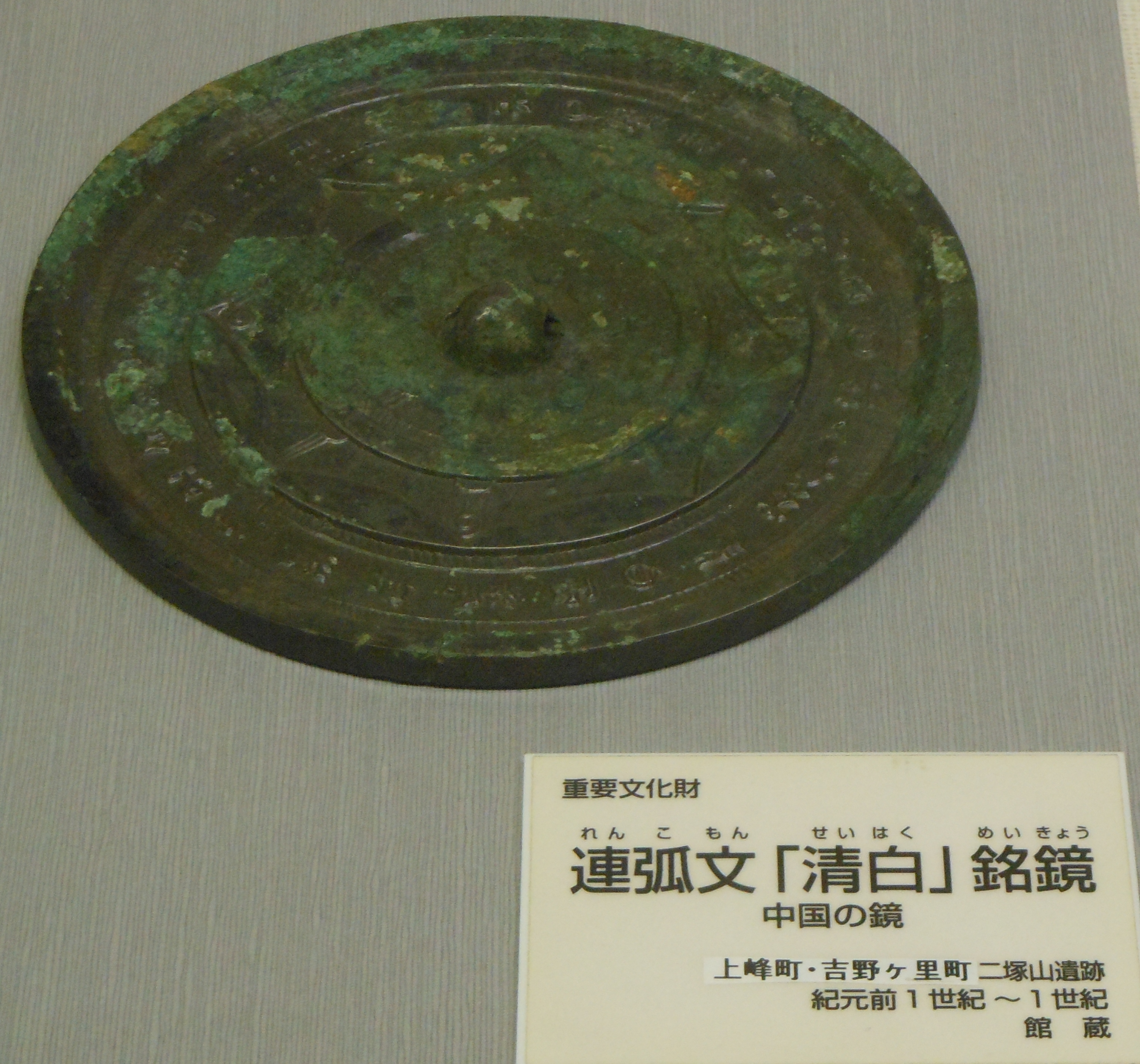
二塚山遺跡（堤・吉野ヶ里町大曲）で甕棺から出土した前漢時代の銅鏡「連弧文「清白」銘鏡」。

- 上のびゅう塚古墳 = 都紀女加王墓（つきめかおうぼ；宮内庁治定墓）
- 船石遺跡
- 八藤丘陵の阿蘇4火砕流堆積物及び埋没林 - 国の天然記念物[12]
- 江迎城跡
- 鎮西山[13]

### 祭事・催事

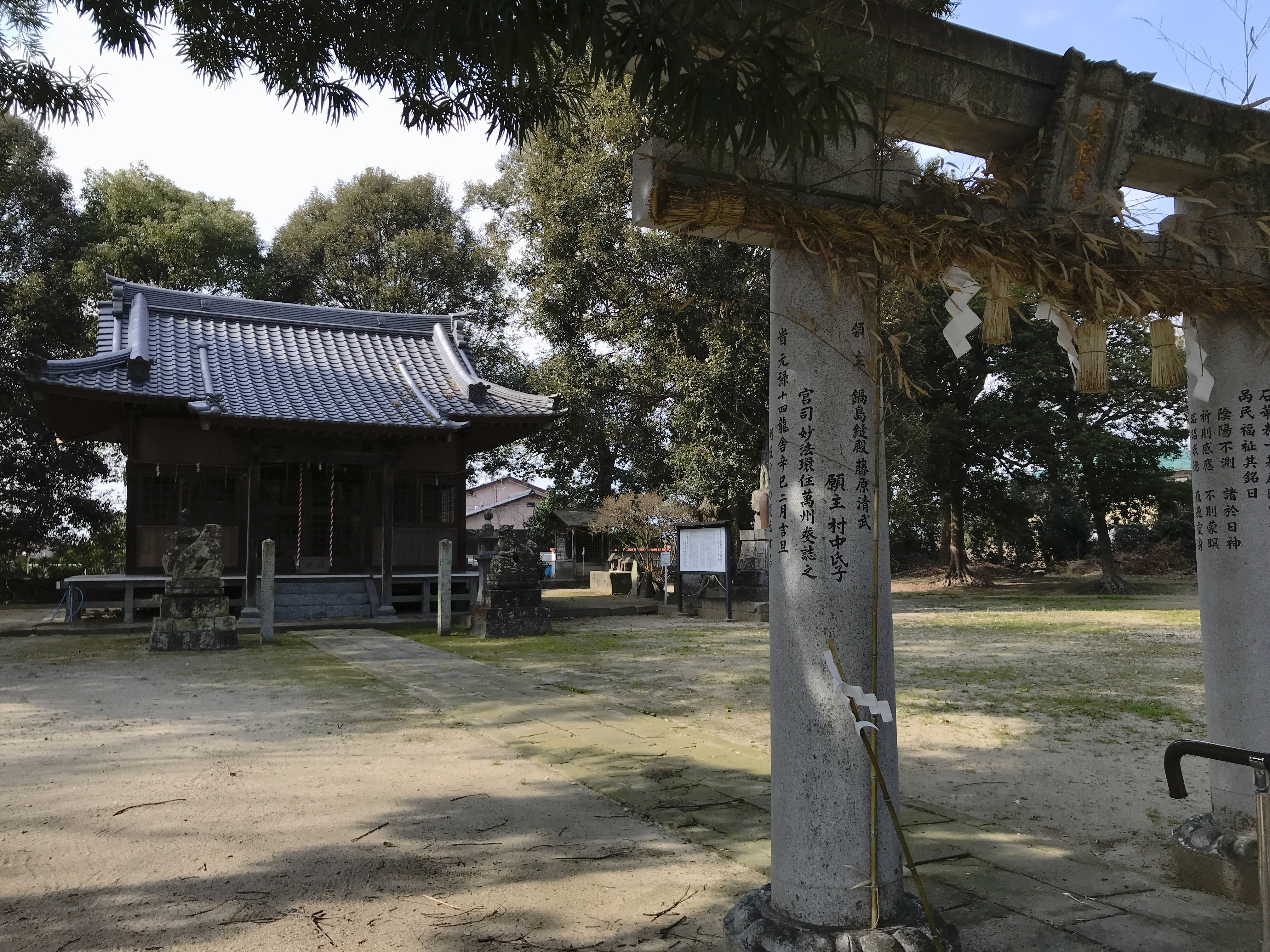
米多浮立が奉納される老松神社

- 米多浮立 - 2年に1回。10月25日前後の土日。佐賀県指定重要無形民俗文化財。
- 宇佐八幡宮例祭 - 毎年10月25日。
- 上峰太鼓

## 出身著名人
- 武広勇平 - 政治家。
- 樋口雄太 - サッカー選手。